# لوری لیندزی

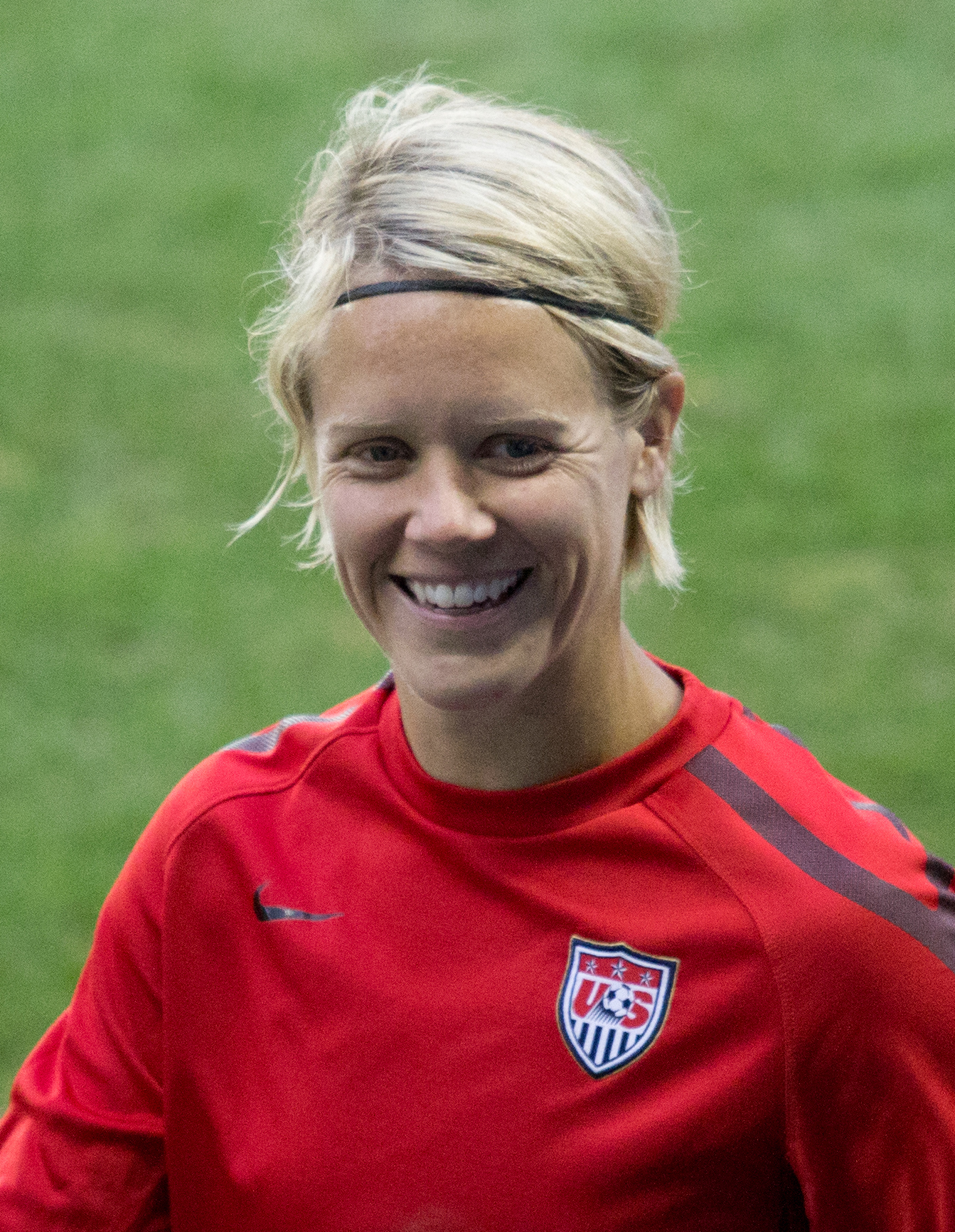

لوری لیندزی (به انگلیسی: Lori Lindsey) (زادهٔ ۱۹ مارس ۱۹۸۰) هافبک تیم ملی فوتبال زنان آمریکا است که در جام جهانی فوتبال زنان ۲۰۱۱ در آلمان نیز برای این تیم بازی کرد.
او همراه با تیم باشگاهی فیلادلفیا ایندپندنس در دابلیوپی‌اس بازی می کند.